# Synagoge Most (Tschechien)

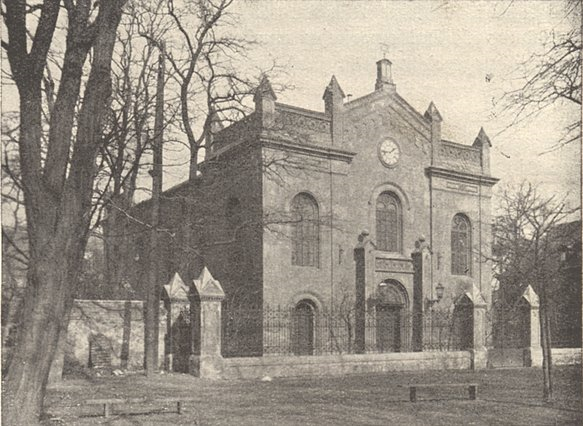
Synagoge in Most (um 1920)

Die Synagoge in Most (deutsch Brüx), einer Stadt im Ústecký kraj in Tschechien, wurde 1872/73 errichtet. Sie befand sich am nordöstlichen Rand der Altstadt, auf einem Grundstück an der Ringstraße neben der Evangelischen Kirche, dicht östlich der damaligen Bahnhofstraße. Das Gebiet der Altstadt wurde in den 1970er Jahren vom Braunkohletagebau erfasst und bis auf geringe Reste abgetragen, der einstige Standort der Synagoge befindet sich heute im Bereich des gefluteten Tagebaus.
Die Synagoge im Rundbogenstil besaß an der Straßenseite drei Eingänge. Der Giebel wurde von den Gesetzestafeln und dem Davidstern bekrönt.
Nach der Besetzung von Brüx durch deutsche Truppen im Oktober 1938 wurde während der Novemberpogrome die Synagoge niedergebrannt.